# Eremochrysa punctinervis
Eremochrysa punctinervis är en insektsart som först beskrevs av Robert McLachlan 1869.
Eremochrysa punctinervis ingår i släktet Eremochrysa och familjen guldögonsländor. Inga underarter finns listade i Catalogue of Life.